# Pasquale Macchi
Pour les articles homonymes, voir Macchi.
Pasquale Macchi, né le 9 novembre 1923 à Varèse et mort le 5 avril 2006 à Perego, est un archevêque catholique italien.

## Biographie
Ordonné prêtre en 1946, lauréat en lettres modernes de l'université catholique du Sacré-Cœur de Milan, il est secrétaire personnel en 1954 de l'archevêque de Milan de l'époque, Giovanni Montini, qui devient pape en 1963 sous le nom de Paul VI, auprès duquel il continue d'assumer la fonction de secrétaire particulier pendant tout le pontificat.
Après la mort de  Paul VI, il retourne sur sa terre natale en tant qu'archiprêtre de Sacro Monte di Varèse. Nommé en 1988, archevêque de la prélature de Lorette, il se retire en 1996 dans un monastère à Perego en Lombardie où il meurt en 2006.